# Ernesto Drangosch
Ernesto Drangosch (Buenos Aires, 22 de enero de 1882 - 26 de junio de 1925) fue un pianista y compositor argentino. Fue estudiante del compositor Alberto Williams y profesor del pianista italiano Carlo Vidusso, quien posteriormente se convertiría en el profesor de Maurizio Pollini.
Entre sus discípulos más famosos se encuentra el pianista y célebre compositor argentino de Tango, Sebastián Piana.

## Biografía

### Primeros años
Nacido en 1882 en Buenos Aires (Argentina), hijo de Friederich Carl Drangosch, músico y quien fuera representante de pianos Steinway en Argentina; y de Augusta Emilia Inés Schneider (1851, Berlín, Alemania). Fue bautizado bajo el nombre Ernst Otto Paul Richard Drangosch.
De muy niño su padre lo puso en manos del profesor Emilio Collin. Un 28 de septiembre de 1891, a la edad de nueve años debutó en el histórico salón Operai Italiani como solista con orquesta interpretando el concierto Nº 1 de Beethoven bajo la batuta de Pietro Melani. Entre el público se encontraba el famoso compositor Alberto Williams quien de inmediato ofreció incorporarlo a su plantel de alumnos.
A los pocos meses Ernesto interpreta el concierto en La mayor de Mozart en el antiguo y fastuoso Teatro de la Ópera con la dirección de Hércules Galvani. El futuro suegro de Ernesto, Teodorico Berardi quedó asombrado por la precocidad de un niño de 9 años. Teodorico llevó a sus dos hijas a ese concierto, pero en aquella ocasión en que se vieron, Ernesto de nueve años y Herminia de siete, no sabían que a partir de este momento sus vidas iban a unirse para siempre.
Bajo la atenta guía de Alberto Williams y de Julián Aguirre a los 11 años comienza a orientarse en el terreno de la composición. Su primera obra es la Hoja de Álbum (Opus 1).

## Obra
- Criolla overture 1920

- Puentes - songs: Abendgang, Op.9/2, Auf eine Tänzerin, Op.26/1, Ein Lied..., so schön, Op.9/3, Ich wollte bei dir weilen, Op.4/4, Lauf der Welt, Op.4/6, Rechtfertigung, Op.4/, Si les étoiles pouvaient te dire, Op.19/1 with songs by Celestino Piaggio - Gyldenfeldt
- En 1999 la pianista argentina Estela Telerman crea el Grupo Drangosch para la preservación, difusión y edición de la música argentina[3]